# L'uccellino azzurro (serie animata)
L'uccellino azzurro (メーテルリンクの青い鳥 チルチルミチルの冒険旅行?, Mēterurinku no aoi tori - Chiruchiru Michiru no bōken ryokō, lett. "L'uccellino azzurro di Maeterlinck - Il viaggio avventuroso di Tyltyl e Mytyl") è un anime giapponese diretto da Hiroshi Sasagawa e basato sul racconto omonimo dello scrittore e Premio Nobel belga Maurice Maeterlinck.
La serie si avvale dei disegni di Leiji Matsumoto ed è caratterizzato da un'impronta "visionaria" e dalla forte presenza di componenti simboliche e metaforiche, contando numerose similitudini con l'anime Il fantastico mondo di Paul.
La serie è stata realizzata in Giappone fra il 1978 ed il 1979, ed è stata prodotta nel 1980 dall'Academy Seisaku. In Italia viene trasmessa dal 1983 al 1985, andando in onda all'interno del programma per ragazzi Bim bum bam. Nella sigla d'apertura italiana vi era un piccolo errore di trascrizione nel riferimento all'opera originale che viene trascritta come "L'Oiseau blu" e non "bleu", dal francese.
Non più trasmessa per un ventennio, la serie è tornata sugli schermi italiani verso la fine del 2007 sul canale pay-per-view Cartapiù, oltre ad uscire in DVD nel marzo del 2008 a cura della Yamato Video, in Italia come in alcuni altri paesi europei.

## Trama
La serie viene ambientata in un paese di lingua tedesca negli anni settanta.
I protagonisti della serie sono Tyltyl e Mytyl, fratello e sorella, che vivono con i genitori, un cane ed una gatta. La vicenda inizia quando la madre dei due si ammala gravemente (di un morbo che non viene specificato nella storia) ed il giorno di Natale essi ricevono la visita della fata Berylune. Questa affiderà loro il compito di trovare l'"uccellino azzurro", portatore di felicità e in grado di guarire la madre. A seguirli in questa avventura saranno anche il cane Tyrol e la gatta Chalet (trasformati da Berylune in maniera "antropomorfa" e parlanti), nonché una serie di spiriti. Il mezzo su cui i due fratelli viaggeranno per raggiungere il luogo in cui si trova l'uccellino azzurro, (detto "Paese delle Meraviglie") viene chiamato "planella" (con la forma di una gigantesca pantofola). Per accedervi dovranno attraversare lo schermo del televisore ed affrontare una serie di insidie, architettate principalmente da parte della Regina della Notte, anch'essa interessata al mitologico animale.
Durante il viaggio i protagonisti scoprono, nel corso di numerose avventure, i vari aspetti (positivi e negativi) che costellano la vita umana, finendo per arricchirsi dall'esperienza vissuta. Essi infine capiranno alla fine del viaggio, cosa l'uccellino azzurro (che riescono a trovare ma che si tramuta in un normale uccellino) significhi realmente; e come ritrovare la felicità perduta in essi stessi, nella vita quotidiana e negli affetti che hanno intorno. Egli infine volerà via con la fata Berylune e lo Spirito della Luce, lasciando ai due ragazzi la serenità sospirata.

## Personaggi
Tyltyl
Doppiato in originale da: Tōru Furuya e in Italia da: Riccardo Rossi
13 anni, protagonista maschile della serie, fratello di Mytyl. Nel dualismo dei protagonisti rappresenta l'aspetto più impulsivo.
Mytyl
Doppiata in originale da: Mami Furui e in Italia da: Susanna Fassetta
12 anni, protagonista femminile della serie, sorella di Tyltyl. Nel dualismo dei protagonisti rappresenta l'aspetto più riflessivo.
Tyrol
Tylo nella novella originale, è il cane dei due ragazzi che, trasformato da Berylune, li seguirà nell'avventura. Fedele alla missione ed ai suoi amici umani, rimarrà sempre coinvolto quanto i protagonisti nelle vicende e nei pericoli di ogni avventura. Doppiato da Ichirō Nagai (originale), Franco Borrelli (italiano).
Shanet
Tylette nella novella originale, è la gatta di casa che, anch'essa trasformata da Berylune, sarà al seguito dei 2 ragazzi. Di atteggiamento ambiguo, pur seguendo i 2 protagonisti, cercherà di ostacolare i loro piani mettendosi al servizio (senza venire mai scoperta) della Regina della Notte. Doppiata da Fuyumi Shiraishi (originale), Liliana Jovino (1^ voce), Piera Vidale (2^ voce, originale).
Berylune
È la fata che viene a far visita ai 2 ragazzi e li introduce a far conoscenza con la realtà parallela del "Paese delle Meraviglie". Di dimensioni miniaturizzate, ha l'aspetto di una donna di mezza età e, l'uccellino azzurro dovrà servire anche per guarire sua figlia, che nell'ultimo episodio si scoprirà essere lo Spirito della Luce. Doppiata da Fusako Amachi (1^voce), Soko Tenchi (2^ voce, originale), Liliana Jovino (italiano).
Regina della Notte
È uno dei personaggi-chiave del racconto, principale fra i "cattivi" della serie, sovrana del "Paese delle Meraviglie" ed anch'ella alla ricerca dell'uccellino azzurro. L'aspetto è quello di una giovane donna gigantesca dai capelli grigi e vestita da un mantello nero che la ricopre totalmente. Tenterà in ogni frangente di ostacolare i protagonisti per il timore che l'uccellino azzurro, simbolo di luce, possa svelare i segreti della notte, intesa come oscurità, di cui è essa stessa custode. Nella penultima puntata verrà uccisa da Tyltyl trafitta da una spada a fine di un duello. Doppiata da Akihiro Miwa (originale), Sonia Giulia Marinelli (italiano).
Genitori di Tyltyl e Mytyl
Dei due personaggi il nome non viene rivelato. Del padre si sa la professione (falegname) ed egli compare all'inizio ed alla fine di quasi ogni episodio. I discorsi che tiene coi figli spesso sono un mezzo col quale l'autore introduce il tema della puntata. La madre, ricoverata in ospedale, compare nei flashback dei figli, in un episodio in cui rappresenta la metafora dell'affetto materno e nel finale della storia.
Gli Spiriti
Sono 6 e sono comprimari nella storia, ognuno ha una particolare forma, che sottintende al nome, e sono di dimensioni miniaturizzate. Essi sono lo Spirito dell'Acqua (dall'aspetto di una giovane donna fatta d'acqua), lo Spirito del Fuoco (dall'aspetto di una fiammella), lo Spirito del Tempo (dall'aspetto di un automa, costituito dalle parti di un orologio), lo Spirito del Pane (composto da 5 forme diverse di pane, tutte con una "testa" indipendente), Spirito del Latte (dall'aspetto di una donna corpulenta) e lo Spirito dello Zucchero (dall'aspetto di un giullare). Un settimo personaggio, lo Spirito della Luce, compare spesso per guidare i protagonisti a comprendere il senso di quel che vedranno in ogni avventura, oppure a salvarli nei momenti di maggiore difficoltà. Ha l'aspetto di una giovane donna brillante di luce propria ed a differenza degli altri 6 spiriti ha le dimensioni di un essere umano. Nell'ultimo episodio si scoprirà essere la figlia della fata Berylune. Doppiati da Hiroshi Ohtake (1^ voce), Ken'ichi Ogata (2^ voce), Youko Asagami (3^ voce), (originale), Sonia Scotti (1^ voce), Stefania Giacarelli (2^ voce), (italiano) (Spirito dell'acqua), Takeshi Watabe (originale), Franco Borrelli (italiano) (Spirito del fuoco), Kōji Yada (originale), Bruno Cattaneo (italiano) (Spirito del tempo), Toshio Furukawa (originale), Sergio Gibello (italiano) (Spirito del pane), Masako Nozawa (originale), Elena Magoia (italiano) (Spirito del latte), Mari Okamoto (originale), Laura Boccanera (italiano) (Spirito della luce).
Uccellino azzurro
Il mitologico animale portatore di felicità compare in quasi ogni episodio aleggiando sui "mondi" in cui Tyltyl e Mytyl si avventurano per cercarlo. Brillante di luce propria, si farà portare a casa dai due protagonisti nel finale della storia, dopo averne comprese la maturità e l'altruismo. Nell'ultimo episodio si trasformerà in un normale passero di colore azzurro, e cioè nell'alter ego dell'uccellino che compare nella casa dei protagonisti e viene adottato dal padre già dal primo episodio.
Spiriti della Notte
Gli spiriti al servizio della Regina della Notte rappresentano diversi generi di paure, dubbi e tentazioni per i protagonisti, volti ad ostacolarne la cattura dell'uccellino azzurro. Presenti in ognuno dei mondi attraversati da Mytyl e Tyltyl, fra quelli che compaiono più spesso vi sono lo Spirito del Sonno e lo Spirito della Malasorte. Il primo ha l'aspetto di una giovane donna quasi sempre dormiente, mentre il secondo ha un aspetto fortemente influenzato dal quadro "L'urlo" di Edvard Munch.
Narratore
Voce narrante esterna che chiude, e talvolta apre, ogni episodio. Voce originale: Toshio Furukawa. Voce italiana: Dario Penne.

## Doppiaggio
Il doppiaggio italiano è stato effettuato presso gli studi DEFIS sotto la direzione di Laura Gianoli
| Personaggio              | Doppiatore originale                       | Doppiatore italiano              |
| ------------------------ | ------------------------------------------ | -------------------------------- |
| Tyltyl                   | Tohru Furuya                               | Riccardo Rossi                   |
| Myltyl                   | Mami Koyama                                | Susanna Fassetta                 |
| Fata Berylune            | Fusako Amachi Soko Tenchi                  | Liliana Jovino                   |
| Regina Della Notte       | Akihiro Miwa                               | Sonia Scotti                     |
| Tyrol (Chiro)            | Ichirō Nagai                               | Franco Borrelli                  |
| Chalet (Chiretto)        | Fuyumi Shiraishi                           | Liliana Jovino Piera Vidale      |
| Spirito dell'acqua       | Hiroshi Ohtake Kenichi Ogata Youko Asagami | Sonia Scotti Stefania Giacarelli |
| Spirito del fuoco        | Takeshi Watabe                             | Franco Borrelli                  |
| Spirito della luce       | Mari Okamoto                               | Laura Boccanera                  |
| Spirito del tempo        | Kouji Yada                                 | Bruno Cattaneo                   |
| Spirito del latte        | Masako Nozawa                              | Elena Magoia                     |
| Spirito del pane         | Toshio Furukawa                            | Sergio Gibello                   |
| Padre                    | Banjō Ginga                                | Gino Lavagetto                   |
| Hans                     | Junpei Takiguchi                           | Corrado Conforti                 |
| Madre di Hans            | Miyoko Shoji                               | Franca Lumachi                   |
| Nonno di Tyltyl e Myltyl |                                            | Carlo Allegrini                  |
| Nonna di Tyltyl e Myltyl |                                            | Franca Dominici                  |
| Voce Narrante            | Toshio Furukawa                            | Dario Penne                      |

## Episodi
| Nº | Titolo italiano Giapponese 「Kanji」 - Rōmaji - Traduzione letterale                                                                 | In onda          | In onda           |
| Nº | Titolo italiano Giapponese 「Kanji」 - Rōmaji - Traduzione letterale                                                                 | Giapponese       | Italiano          |
| 1  | Un ospite notturno 「陽気な夜の訪問者」 - Yōki na yoru no hōmonsha – "Ospite della notte gioiosa"                                    | 9 gennaio 1980   | 12 settembre 1983 |
| 2  | Spiriti allegri 「ゆかいな妖精たち」 - Yukaina yōsei tachi – "Streghe o fate"                                                        | 16 gennaio 1980  |                   |
| 3  | I segreti del bosco 「暗黒林は謎がいっぱい」 - Ankoku hayashi ha nazo gaippai – "L'enigma della foresta oscura"                      | 23 gennaio 1980  |                   |
| 4  | La Regina della Notte 「闇の番人・夜の女王」 - Yami no bannin. yoru no joō – "La Regina della Notte"                                 | 30 gennaio 1980  |                   |
| 5  | Buonasera mostri 「こんばんは幽霊」 - Konbanha yūrei – "Il fantasma"                                                                 | 6 febbraio 1980  |                   |
| 6  | Uccelli pericolosi 「銃をにぎった鳥たち」 - Jū wonigitta tori tachi – "L'uccellino che impugna il fucile"                            | 13 febbraio 1980 |                   |
| 7  | Un viaggio pericoloso 「ようこそ！病気の国へ」 - Yōkoso! byōki no kuni he – "Benvenuto nella terra della malattia"                   | 20 febbraio 1980 |                   |
| 8  | Un mondo senza tempo 「時間が止まっている国」 - Jikan ga toma tteiru kuni – "La terra dove il tempo si è fermato"                    | 27 febbraio 1980 |                   |
| 9  | Il segreto del castello 「ふとりすぎたしあわせ」 - Futori sugita shiawase – "La felicità che passa spesso"                           | 5 marzo 1980     |                   |
| 10 | La felicità ingrassa 「はじめまして母の愛」 - Hajime mashite haha no ai – "L'amore della madre"                                      | 12 marzo 1980    |                   |
| 11 | Piacevole incontro 「夜の宮殿の秘密」 - Yoru no kyūden no himitsu – "Il segreto del palazzo della notte"                             | 19 marzo 1980    |                   |
| 12 | Dramma nel deserto 「オアシスのない砂漠」 - Oashisu nonai sabaku – "Il deserto senza oasi"                                           | 26 marzo 1980    |                   |
| 13 | Nel paese delle macchine 「時計じかけの青い鳥」 - Tokei jikakeno aoi tori – "L'orologio dov'è diretto l'uccellino azzurro"           | 9 aprile 1980    |                   |
| 14 | Viaggio fra i fantasmi 「墓場への招待状」 - Hakaba heno shōtaijō – "Invito al cortile dei sepolcri"                                  | 16 aprile 1980   |                   |
| 15 | Gli animali si ribellano 「動物たちの反乱」 - Dōbutsu tachino hanran – "La ribellione degli animali"                                 | 23 aprile 1980   |                   |
| 16 | Il vecchio guardiano 「未来の国 生まれる前の子供たち」 - Mirai no kuni umare ru mae no kodomo tachi – "La terra futura - il bambino" | 30 aprile 1980   |                   |
| 17 | Un mondo nuovo 「未来の国(2) 生まれていくんだ、今…」 - Mirai no kuni (2) umare teikunda, ima... – "La terra futura-2"                | 7 maggio 1980    |                   |
| 18 | La terra dell'oro 「黄金の国は夢でいっぱい！」 - Ōgon no kuni ha yume deippai! – "Il sogno del paese dorato"                         | 12 maggio 1980   |                   |
| 19 | Il gigante dell'isola 「あべこべ島の巨人」 - Abekobe shima no kyojin – "Il gigante dell'isola a rovescio"                            | 19 maggio 1980   |                   |
| 20 | Nel profondo degli abissi 「深海は悪魔の集会所」 - Shinkai ha akuma no shūkaijo – "Il demone del mare profondo"                      | 26 maggio 1980   |                   |
| 21 | L'inganno 「悪魔の棲む屋敷」 - Akuma no sumu yashiki – "La residenza del demone"                                                     | 4 giugno 1980    |                   |
| 22 | Attacco al castello 「夜の女王との対決」 - Yoru no joō tono taiketsu – "Il confronto con la Regina della Notte"                      | 11 giugno 1980   |                   |
| 23 | Salviamo la mamma 「魔獣と戦え！母の命を賭けて」 - Majū to tatakae! Haha no inochi wo kake te – "Scommessa per la vita della madre"  | 18 giugno 1980   |                   |
| 24 | La stanza dell'illusione 「悪魔の罠を突破せよ！」 - Akuma no wana wo toppa seyo! – "La distruzione della trappola del demone!"       | 25 giugno 1980   |                   |
| 25 | Ritorno nelle tenebre 「夜の女王 闇に死す！」 - Yoru no joō yami ni shisu! – "La morte della Regina della Notte!"                    | 2 luglio 1980    |                   |
| 26 | Finalmente felici 「何処へ、青い鳥へ…」 - Doko he, aoi tori he... – "Da qualche parte, l'uccellino azzurro..."                       | 9 luglio 1980    |                   |

## Particolarità d'autore
- Il regista della serie, Hiroshi Sasagawa, già regista e sceneggiatore delle serie Time Bokan, produsse nel 1976 la serie animata Il fantastico mondo di Paul[3]. Questa serie conta molte similitudini con L'uccellino azzurro, sia per l'ambientazione in un omonimo "Paese delle Meraviglie" dalle caratteristiche simili, che per altre particolarità, che traevano anch'essi alcuni spunti dall'opera di Maeterlinck. Sasagawa ha inoltre inserito alcuni piccoli riferimenti a dei tormentoni di un'altra serie di sua creazione: Yattaman. Inoltre è evidente la similitudine tra l'uccellino azzurro e il cosmopavone di Calendar Men.
- Il disegnatore della serie, Leiji Matsumoto, oltre al disegno dei personaggi ha impresso anche il suo stile caratteristico alla narrazione, ricco di riferimenti all'inutilità della guerra ed ai drammi che essa comporta. Inoltre anch'egli, come Sasagawa, inserisce lungo la serie dei riferimenti ad alcune sue stesse opere: in un paio di episodi si intravede chiaramente l'astronave Argo della serie Star Blazers.

## Sigla
La sigla della versione italiana, dal titolo Tyltyl, Mytyl e l'uccellino azzurro, è cantata da Georgia Lepore, con i cori affidati ad Olimpio Petrossi e la parte strumentale ai Rocking Horse. Gli autori della sigla sono Lucio Macchiarella (testo), Douglas Meakin (musica) e Mike Fraser (arrangiamento musicale); ed i video della sigla, differenti fra apertura e chiusura, sono di Matsumoto. Nel video di apertura, laddove viene scritto il titolo dell'opera da cui l'anime è tratto, vi è un errore di trascrizione: Invece di "L'Oiseau Bleu" viene riportato "L'Oiseau Blu".

## Titoli nelle altre versioni
- Giapponese: メーテルリンクの青い鳥 チルチルミチルの冒険旅行
- Francese: L'Oiseau bleu
- Inglese: Maeterlinck's Blue Bird: Tyltyl and Mytyl's Adventurous Journey